# 灰背燕尾
灰背燕尾（学名：Enicurus schistaceus）为鶲科燕尾属的鸟类，俗名中国灰背燕尾。分布于印度、尼泊尔、缅甸、泰国、老挝、越南以及中国大陆的湖南、福建、广东、广西、四川、云南、贵州等地，一般栖息在海拔340-1600米之间、常停息在水边乱石上或激流中的石头上以及出没于山间溪流旁。该物种的模式产地在尼泊尔。